# هليوبوليس (فلم 2020)
هليوبوليس هو فيلم دراما جزائري من إخراج جعفر قاسم سنة 2020، وبطولة كل من مراد أوجيت، وسهيلة معلم، وفضيل عسول، ونصر الدين جودي، وعزيز بوكروني. تم اختياره لتمثيل الجزائر لجائزة الأوسكار لأفضل فيلم بلغة أجنبية في حفل توزيع جوائز الأوسكار الـ 93. 
ويروي الفيلم الذي يحمل اسم قرية بولاية قالمة التي جرت فيها مجازر 8 ماي 1945، قصة مستوحاة من المظاهرات والمجازر المقترفة من طرف الاستعمار الفرنسي.

## القصة
يتناول الفيلم مجازر 8 ماي 1945 التي اقترفتها فرنسا في حق المتظاهرين الجزائريين في سطيف والمسيلة وقالمة وخراطة وسوق أهراس بعد أن خرج الشعب الجزائري للتظاهر سلميا، مطالبا فرنسا بالوفاء بوعودها التي قطعتها بشأن استقلال الجزائر مقابل مشاركته في تحرير فرنسا في الحرب العالمية الثانية.

## روابط خارجية
- مقالات تستعمل روابط فنية بلا صلة مع ويكي بيانات